# Sam et les Monstres de feu
Pour plus de détails, voir Fiche technique et Distribution.
Sam et les Monstres de feu (titre original anglais : Echo Planet, en thaï เอคโค่ จิ๋วก้องโลก) est un film d'animation de science-fiction thaïlandais réalisé par Kompin Kemgumnird, sorti en 2012. C'est le premier dessin animé long métrage thaïlandais en images de synthèse à employer la technique du cinéma en relief 3D,,.

## Synopsis
Dans un village karen au nord de la Thaïlande, une jeune fille, Nora, et son petit frère, Luka, s'occupent des animaux en utilisant le don qu'a Luka pour communiquer par télépathie avec toutes les formes de vie. Ils sont accompagnés de leur animal familier, un tapir de Malaisie. Dans leur village, qui s'élève à l'orée d'une forêt, Nora suit l'enseignement d'une prêtresse âgée et bienveillante qui vit dans une grande proximité avec la nature. Un jour, après avoir pris soin d'un oisillon perdu, ils contemplent avec inquiétude l'apparition dans le ciel d'étranges zébrures de feu. Peu après, Sam, un jeune scout fils du Président Johnson, Président de Capitalville, la capitale mondiale, tombe par erreur dans un ravin près de leur village. Nora, Luka et les villageois le soignent mais, à son réveil, il commence par se montrer écœuré et moqueur en découvrant leur mode de vie. Sam est un passionné de nouvelles technologies d'information et de communication qui ne peut pas vivre sans son ordinateur portable et sa montre-téléphone dotée d'un GPS. Mais il peine à se faire prendre au sérieux par son père le Président, d'autant que juste avant son accident il a perturbé une importante cérémonie scout internationale annuelle en tentant d'atterrir en deltaplane et non en hélicoptère. Nora et Luka sont d'abord en colère contre Sam, mais leur dispute est interrompue par un cataclysme mondial : des crevasses de feu s'ouvrent dans le ciel, correspondant à des trous dans la couche d'ozone, et il en tombe tous les satellites artificiels jusque-là en orbite autour de la Terre. Des créatures inconnues, minuscules, très rapides et qui semblent faites de feu, ont pris le contrôle des satellites et tentent d'envahir la région en pénétrant dans toutes les machines électriques ou électroniques pour les changer en pantins dévastateurs. Lorsque les créatures s'engouffrent toutes dans l'ordinateur portable de Sam, Nora parvient à les détruire en expédiant l'objet dans une mare. Nora et Luka acceptent à contrecœur de le raccompagner chez lui. Sur la route, Sam découvre le savoir et les talents de Nora et de Luka pour comprendre leur milieu naturel, mettre à profit la flore sans la gâcher et communiquer avec la faune. Une amitié commence à se nouer entre les trois enfants.
Pendant ce temps, les "monstres de feu" envahissent toutes les grandes villes de la Terre et sèment la panique sous la forme d'un nuage de feu produisant des tentacules et des mains de feu qui pénètrent dans les mécanismes électriques pour les animer. Les savants de Capitalville identifient les créatures comme une forme de vie née du réchauffement climatique. Aussitôt, le Président Johnson s'allie avec l'entreprise Cryo pour mener à bien la conception d'une arme capable de vaincre ces créatures : la cryobombe, qui agit par refroidissement. La conception de la bombe avance vite et la première est sur le point d'être lancée depuis une base souterraine située sous Central Park. Mais Luka est assailli par des voix qui évoquent un serpent géant maléfique : si le serpent se bat contre les monstres, c'est la planète entière qui sera perdue. Luka est persuadé que le serpent se trouve... dans un endroit portant le logo de l'entreprise Cryo. Lorsque sa mère le retrouve enfin en hélicoptère, Sam accepte d'emmener ses nouveaux amis à Capitalville pour les aider à chercher le serpent en question. Nora et Luka retrouvent le logo au siège de Cryo, au cœur de la capitale, à deux pas de Central Park. Mais Nora et Luka sont dérangés par des admirateurs envahissants qui ont vu leurs photos dans la presse, puis se moquent de leurs vêtements et du collier-spirale que Nora porte au cou. Alors que les trois enfants sont séparés, des monstres de feu investissent les environs du bâtiment. Nora et Sam parviennent à se sauver avec difficulté, mais ils perdent de vue Luka par la faute des gardes du corps du président qui ont ordre de mettre Sam à l'abri.
Après une poursuite mouvementée, Nora et Sam retrouvent Luka sur une pelouse de Central Park... dont le sol s'ouvre alors pour laisser émerger la base de lancement de la première cryobombe. Secoués, les trois enfants sont récupérés et pris en charge par les scientifiques de Cryo et par la mère de Sam. Luka est de plus en plus désespéré : il a reconnu le serpent géant qu'il recherchait dans le sillage que forme la bombe pendant son ascension. Luka sait que la bonne solution consiste non pas à lâcher les bombes, mais à couper le courant sur toute la planète en même temps, pour priver les monstres de leur source d'énergie. Le lancement de la première bombe semble pourtant un succès. Incrédule devant les doutes persistants de Nora et de Luka, Sam les délaisse. Mais il surprend une conversation tendue entre le chef du programme scientifique qui a conçu la bombe et le patron de Cryo : les équipes de savants viennent de se rendre compte que la bombe présente des effets secondaires susceptibles de détruire la couche d'ozone, ce qui mettra le monde encore plus à la merci des monstres de feu, pour l'instant majoritairement isolés dans la haute atmosphère. Pourtant, le patron de Cryo refuse d'entendre raison et ordonne la poursuite du programme : trois heures plus tard, des dizaines de cryobombes doivent être lancées depuis les quatre coins du monde. Sam filme toute la conversation avec le téléphone que le savant lui avait prêté pour appeler sa mère, mais il est surpris. Une course-poursuite endiablée s'engage alors dans les laboratoires entre les trois enfants et les services de sécurité de Cryo qui ont ordre de leur reprendre le téléphone. Les trois enfants s'échappent et, en passant par les égouts, filent jusqu'au Conseil mondial où ont lieu les délibérations sur la stratégie à adopter contre les monstres de feu. Ils font irruption au conseil en pleine séance et tentent de convaincre le Président Johnson et les représentants des pays du monde de ne pas lancer les cryobombes. Le Président Johnson reste sceptique - d'autant plus que le téléphone a été rendu inutilisable pendant la poursuite - jusqu'à ce que la mère de Sam, à qui son fils a envoyé le film, diffuse la conversation entre le savant et le patron de Cryo. Mais le patron de Cryo parvient à persuader Johnson et les représentants des nations du monde que la cryobombe est leur seule solution valable.
Les bombes sont lancées malgré les supplications de Luka, de Nora et de Sam. Elles détruisent les nuages de feu, mais d'autres, encore plus virulents, profitent des brèches ainsi ouvertes dans la couche d'ozone pour envahir le monde en quelques instants. La situation devient catastrophique et les monstres de feu investissent le bâtiment du Conseil mondial lui-même. Nora, Luka et Sam tâchent alors de couper l'électricité dans le bâtiment. Mais lorsqu'ils tentent d'atteindre le commutateur principal, ils découvrent que celui-ci a été investi par les créatures et s'est changé en un redoutable monstre de fer bardé de tentacules-câbles électriques. Le Président Johnson vient à la rescousse de Sam ; le père et le fils, ensemble, parviennent à couper enfin le courant avec l'aide de Nora. Les survivants du Conseil mondial respirent, mais la situation sur Terre reste apocalyptique. Luka tente alors désespérément d'entrer en contact télépathique avec l'arbre majestueux qui se dresse encore dans la cour du bâtiment. Il y parvient, et des fleurs télépathiques éclosent sur les branches de l'arbre. Grâce à elles, le message de Luka et de Nora sur la tactique à adopter peut être transmis partout dans le monde. Les enfants du monde entier suivent le conseil et coupent l'électricité là où ils sont. Dans le même temps, Luka, les moines, les plantes et les animaux mobilisent leur énergie télépathique pour lutter contre les nuages de feu. Leurs tactiques combinées parviennent finalement à vaincre et à dissiper les nuages de feu et le monde est sauvé.

## Fiche technique[7]
- Titre français : Sam et les Monstres de feu
- Titre original : Echo Planet [8] (เอคโค่ จิ๋วก้องโลก[9])
- Réalisation : Kompin Kemgumnird
- Scénario : Warunyu Udomkangananon (วรัญญู อุดมกาญจนานนท์), Kongdej Jaturanrasamee, Pornsawan Seebunwong (พรสวรรค์ ศรีบุญวงษ์), Jarunporn Prorapukbunlay (จรูญพร ปรปักษ์บรรลัย / จรูญพร ปรปักษ์ประลัย / Charoonporn Parapakpralai[10])
- Adaptation des dialogues français : Anthony Panetto[11]
- Direction artistique de la version française : Delphine Moriau
- Musique originale : Chatchai Pongprapaphan
- Studio d'animation : Kantana Animation Studio (Kantana Group)
- Studio de production : Golden Network Asia[12]
- Pays : Thaïlande
- Langue : thaï
- Format : numérique, couleur
- Durée : 81 minutes
- Date de sortie : 2 août 2012 (Thaïlande)

## Voix originales
- Noppant Jantarasorn (นพพันธ์ จันทรศร /Noppan Chantasorn) : Sam (แซมมัวเอล จอห์นสัน จูเนียร์)
- Nungtida Sopon (หนึ่งธิดา โสภณ / Nuengthida Sopon) : Nora (หน่อวา /Nowa)
- Atipich Sutiwatkagorncai (อธิพิชญ์ ชุติวัฒน์ขจรชัย / Athipich Chutiwatkajornchai) : Luka (จ่อเป / Jopé)
- Kongdej Jaturanrasamee : le Président Johnson (ประธานาธิบดี แซมมัวเอล จอห์นสัน)[13]
- Khwankèo Kongnisai (ขวัญแก้ว คงนิสัย) : Nancy (ท่านผู้หญิง แนนซี จอห์นสัน)
- Thodsapol Siriwiwat (ทศพล ศิริวิวัฒน์) : สโตน
- Warinda Dumrongpon (วรินดา ดำรงผล) : ผู้สื่อข่าวหญิง

## Voix françaises
- Carole Baillien : Sam, le jeune scout, fils du Président Johnson
- Claire Tefnin : Nora, la jeune fille karen
- Marie-Noëlle Hébrant : Luka, le petit frère de Nora
- David Manet : Président Johnson, père de Sam
- Delphine Moriau : Nancy Johnson, mère de Sam

## Bande originale
La musique originale d' Echo Planet (Sam et les monstres de feu) est de Chatchai Pongprapaphan. La chanson du générique de fin, « Fang Si Fang Si Fang (Nan Na Na) », a été composée par Kongdej Jaturanrasamee.

## Distribution
Ce film d'animation sort en Thaïlande le 2 août 2012, en Italie le 25 juillet 2013 (sous le titre Eco planet - una pianeta de salvare) et au Brésil le 22 novembre 2013.
En France, ce dessin animé est diffusé à la télévision sur Canal J le 21 avril 2014 à 8h30, puis dès le lendemain sur Gulli à 20h50 où il réunit 470 000 téléspectateurs (1,8% de PDM). Titré Sam et les monstres de feu, il est diffusé en version doublée uniquement. Un DVD est commercialisé depuis le 7 juillet 2015, par l'éditeur Zylo.

## Récompenses
En 2013, ce film d'animation remporte trois prix auprès de l'Association nationale thaïlandaise du film : le prix du Meilleur son (remis à Traithep Wongpaiboon
Nopawat Likitwong, Watnadech Samanchat, Kantana Laboratories Co.), de la Meilleure bande originale (remis à Chatchai Pongprapaphan) et de la Meilleure chanson originale (remis à Kongdej Jaturanrasamee).